# Ratcliffe-on-Soar
Ratcliffe-on-Soar, parfois aussi Ratcliffe-upon-Soar ou Radcliffe-on-Soar est un village et une paroisse civile dans le Nottinghamshire sur la rivière Soar. Le village fait partie du district de Rushcliffe, il héberge l'ancienne centrale de Ratcliffe-on-Soar.
Les localités de Kingston on Soar, Kegworth et Trentlock sont limitrophes. La population se monte à 141 habitants en 2011 avec un passage à 147 au recensement de 2021.
La localité est trop petite pour disposer d'un conseil de paroisse. Bien que le village ne possède aucun magasin, il abrite une église (Holy Trinity Church) et un port de plaisance souvent affecté par de graves inondations car il a été construit sur une plaine inondable, juste avant que la Soar ne se jette dans la Trent à Trentlock.

## Histoire
Des grattoirs du Mésolithique et des silex du Néolithique ont été trouvés à Ratcliffe-on-Soar.
Ratcliffe est l'une des trois implantations voisines dont le nom préserve le mot brittonique pour « remparts » (cf. le gaëlique rath), avec Ratby pour les ruines romaines à Leicester, connues sous le nom de Ratae Corieltauvorum.
Des traces d'une villa romaine et d'autres structures ont été trouvées dans le village, ainsi que des poteries de cette époque.
Dans le Domesday Book de 1086, le village est répertorié sous le nom de Radeclive.
On pense également que le nom du village pourrait être issu d'une référence à l'argile rouge qui se trouve le long des falaises de la Soar.
Le film de 2010, Skeletons, a été en partie tourné à Radcliffe.

## Économie
La centrale électrique thermique, la dernière du Royaume-Uni, ferme le 30 septembre 2024.

## Transports
La ligne ferroviaire principale des Midlands passe tout près, elle est desservie par la gare de l'East Midlands Parkway railway.
Un service de navette relie la gare à l'aéroport des East Midlands.

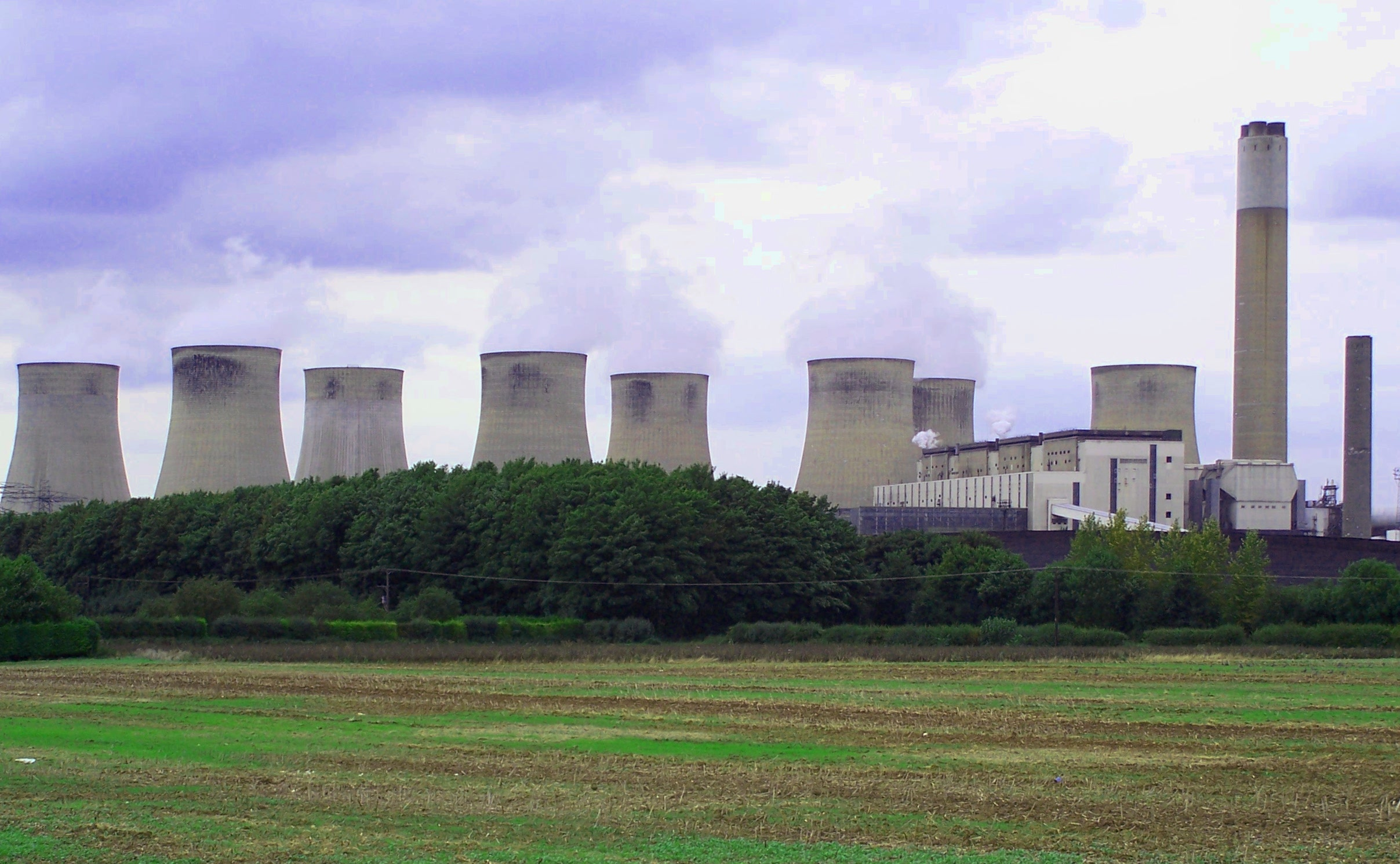
Ratcliffe-on-Soar, la centrale à charbon fermée en 2024.
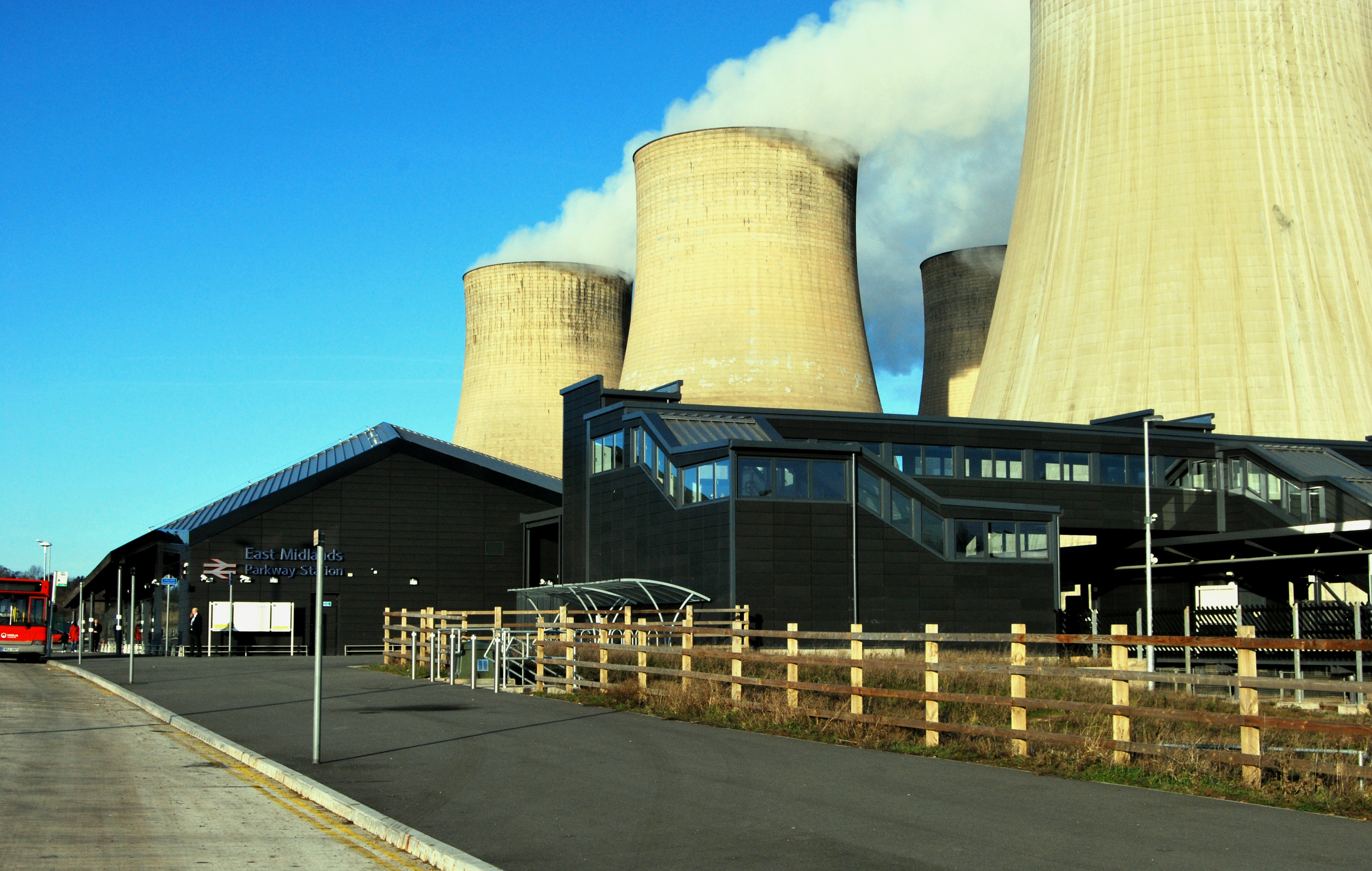
East Midlands Parkway, la gare.
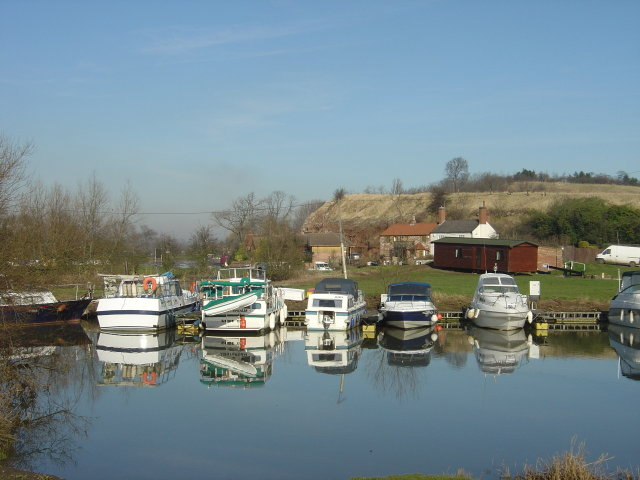
La marina sur la Soar.